# Johann Georg Seutter von Lötzen

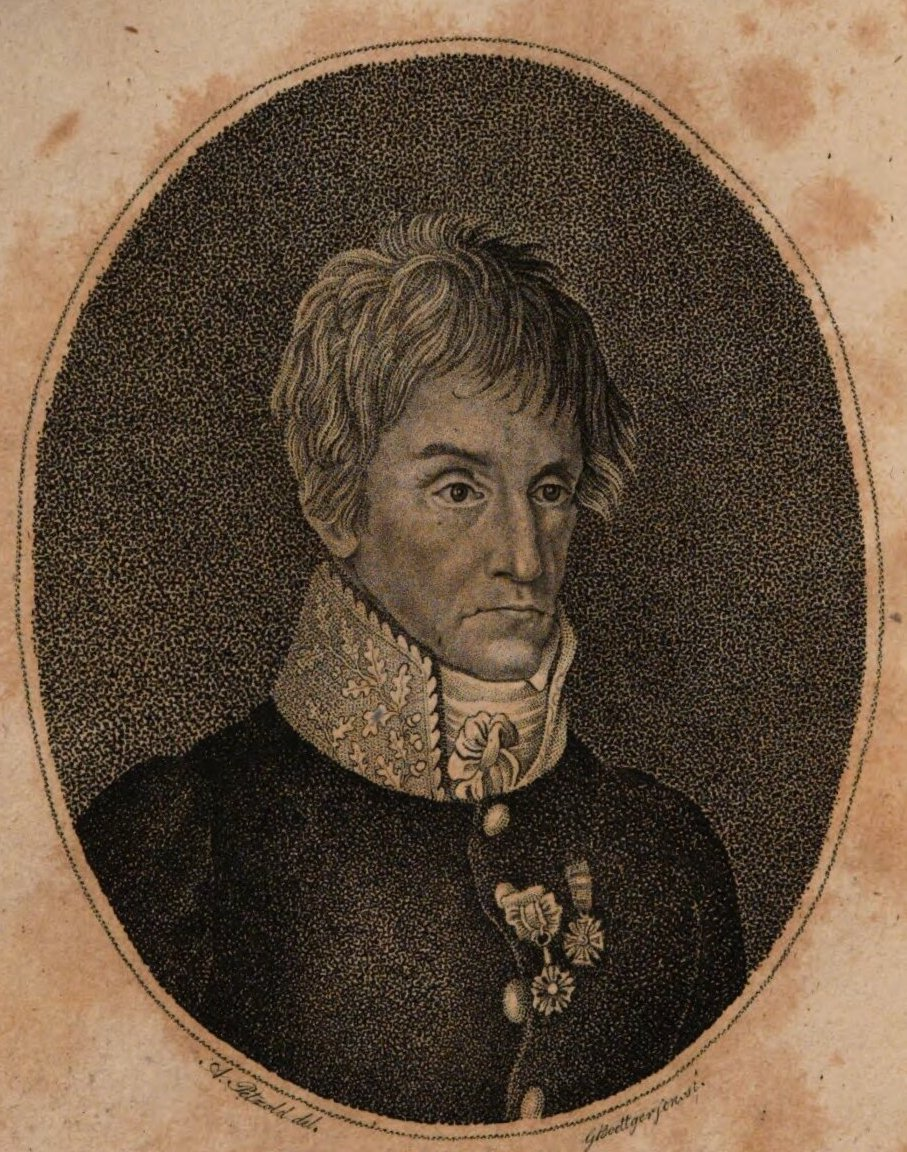
Johann Georg Seutter von Lötzen, um 1922, Kupferstich von A. Petzold und Georg Böttger sen.

Johann Georg Freiherr Seutter von Lötzen (* 13. Juni 1769 in Altheim (Alb); † 24. Dezember 1833 in Ludwigsburg) war ein deutscher Förster und Forstwissenschaftler, auch Direktor der königlich-württembergischen Finanzkammer des Neckarkreises.

## Leben

Wappen (1716) der Seutter von Lötzen als Patrizier von Ulm

Johann Georg Freiherr Seutter von Lötzen entstammte der Ulmer Linie des Geschlechts der Seutter von Loetzen und war der Sohn des Patriziers, Stadtrats und seit 1774 Oberforstmeisters der Reichsstadt Ulm, Albrecht Ludwig Seutter von Lötzen (1737–1790), und seiner Gemahlin Maria Sibylla, geb. Freiin von Welser (1739–1816). In der Oberforstmeisterei zu Altheim erhielt er Privatunterricht und besuchte ab 1787 das Gymnasium in Ulm. Er sollte Jurist werden, nach dem plötzlichen Tod des Vaters am 4. Oktober 1790 sicherte der Ulmer Magistrat ihm aber den Posten des Vaters zu, wenn er eine forstwissenschaftliche Ausbildung machte. Ab April 1791 besuchte Johann Georg die Hohe Karlsschule in Stuttgart, anschließend war er Jagdjunker in Karlsruhe und arbeitete bei verschiedenen Forstmeistern. 1795 wurde er dann Oberforstmeister zu Altheim. Er erarbeitete einen Wirtschaftsplan für die Forste Ulms und ordnete deren Verwaltung neu. So legte er 1802 eine Forstordnung für Ulm vor. Im gleichen Jahr verlor Ulm seine Stellung als freie Reichsstadt und wurde Bayern zugeschlagen. Seutter von Lötzen ging daraufhin als Rat der General-Landes-Direktion nach München, kehrte bald darauf aber wieder als Forstinspektor nach Ulm zurück. Er entwarf eine neue Forstorganisation für Bayern, die 1805 in Kraft trat. Von 1808 bis 1810 erschien sein zweibändiges „Vollständiges Handbuch der Forstwissenschaft“. 1810 nach dem Übergang Ulms an Württemberg wurde Seutter von Lötzen Oberforstmeister des neugebildeten Ulmer Oberforsts. Im selben Jahr wurde er in den Freiherrnstand des Königreichs Württemberg erhoben.

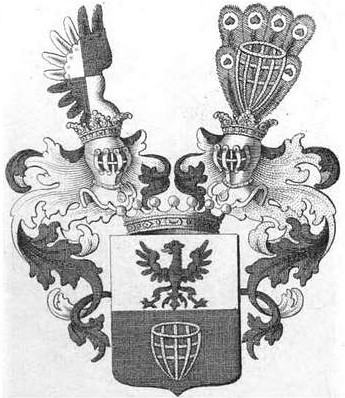
Wappen (1810) der Freiherrn Seutter von Lötzen im Königreich Württemberg und (1880) im Großherzogtum Baden

1817 wurde Seutter von Lötzen Direktor des neu geschaffenen Königlich Württembergischen Forstrats in Stuttgart. In dieser Funktion reorganisierte er das württembergische Forstwesen; die entsprechenden Instruktionen erschienen schon ein Jahr später. 1824 beschloss man die Reduktion des Forstrats und Seutter von Lötzen wurde Direktor der Finanzkammer des Neckarkreises in Ludwigsburg.
Daneben veröffentlichte Seutter von Lötzen zahlreiche forstwissenschaftliche Schriften und wurde in die kameralistisch-ökonomische Gesellschaft in Erlangen, in die Herzoglich Sachsen-Meiningen'sche Sozietät der Forst und Jagdkunde in Dreißigacker und in die Centralstelle des Königlich Württembergischen Landwirtschaftlichen Vereins berufen. Seine privaten Naturalien-Sammlungen kamen nach seinem Tod in das forst- und landwirtschaftliche Institut der Universität Hohenheim.

## Schriften
- Entwurf der Grundsätze, nach welchen der Bestand sämtlicher Waldungen der Reichs-Stadt Ulmischen Herrschaft aufgenommen und ihre jährliche Benutzung regulirt werden kann. o. O. 1797 (Digitalisat).
- Ueber Wachsthum, Bewirthschaftung und Behandlung der Buch-Waldungen: ein Beytrag zur Forstwissenschaft. Ulm 1799 (Digitalisat).
- Versuch einer Darstellung der allgemeinen Grundsäze der Forstwirthschaft nach ihren Verhältnissen zu der Staats- Cammeral- und Landwirthschaft: nebst einigen Bemerkungen über die Folgen der Veräusserung der Staats- und Vertheilung der Gemeindswaldungen. Becker, Ulm 1804.
- Anleitung zu Anlage und Behandlung der Saam- und Baumschulen. Becker, Ulm 1807.
- Vollständiges Handbuch der Forstwissenschaft. Stettin, Ulm 1808–1810.
  - Bd. 1: Allgemeine Ansicht der Forstwirthschaft und Regeln der Holzzucht und Holzverwerthung. 1808
  - Bd. 2: Forstbotanik oder Beschreibung aller im Freyen des deutschen Klimas vegetirenden Holzpflanzen. 1810.
- Grundsätze der Werths-Bestimmung der Waldungen und ihre Anwendung zu Würdigung des Werthes der Forstwirthschaft eines Staates. Stettinsche Buchhandlung, Ulm 1814 (Digitalisat).
- Ueber die gegenwärtige Theurung der Brodtfrüchte und anderer Lebensmittel, ihrer Ursachen und die Mittel ihrer Abwendung und künftigen Verhüthung. Stettin, Ulm 1817.
- Ueber den Getreide-Handel in dem nördlichen und in dem südlichen Deutschland: zum Besten der Industrieschule in Ulm. Wagner, Ulm 1817.
- Theorie der Erzeugung und Verwendung des Düngers und seiner Surrogate. Ebner, Ulm 1819
- Ueber die Einführung der Hack-Wald-Wirthschaft in einigen Gegenden des Königreichs Württemberg. Mäntler, Stuttgart 1820 (Digitalisat).
- Abriß der gegenwärtigen Forst-Verfassung Württembergs. Mäntler, Stuttgart 1820.
- Die Staatswirthschaft auf der Grundlage der Nationalökonomie, in ihrer Anwendung auf innere Staats-Verwaltung und die Begründung eines gerechten Auflagensystems. Stettin, Ulm 1823
  - Bd. 1: Die National-Oekonomie.
  - Bd. 2: Die innere Staats-Verwaltung.
  - Bd. 3: Die Begründung eines gerechten Auflagen-Systems.
- Persönliche Verhältnisse des Königlichen Württembergischen Forstraths-Direktors, Freiherrn von Seutter. In: Christian Peter Laurop, V. F. Fischer (Hrsg.): Sylvan. Ein Jahrbuch für Forstmänner, Jäger und Jagdfreunde für das Jahr 1822. Johannes Christian Krieger, Marburg, Kassel 1822, S. 3–20 (Digitalisat).
- Auch etwas über die Art und Weise der Bildung des Forst-Personals. In: Christian Peter Laurop, V. F. Fischer (Hrsg.): Sylvan. Ein Jahrbuch für Forstmänner, Jäger und Jagdfreunde für das Jahr 1822. Johannes Christian Krieger, Marburg, Kassel 1822, S. 93–114 (Digitalisat).
- Ueber den Bestand und die Behauptung des Forstregals. Groos, Heidelberg 1824.
- Ueber das bisherige Sinken der Getreide-Preise und die Mittel, demselben entgegen zu wirken: vorzüglich in Beziehung auf Deutschland. Stettin, Ulm 1825.
- Ueber die Verwaltung von Staats-Domänen, so wie der Domänial-Gefälle und Rechte. Ulm 1825.
- Die Forst-Polizei-Straf-Gesetzgebung wissenschaftlich begründet: mit der Kritik über den von der Königlich Bayerischen Staats-Regierung an die Reichs-Stände übergebenen Entwurf eines Forst-Straf-Gesetzes für den Bayerischen Rheinkreis. Schwan und Götz, Mannheim 1831

## Ehrungen
- Ritterkreuz des Verdienstordens der Bayerischen Krone (1810)
- Ritterkreuz des Ordens der Württembergischen Krone (1820)